# Ansi Agolli
Ansi Agolli, född den 11 oktober 1982 i Tirana i Albanien, är en albansk före detta fotbollsspelare.

## Meriter

### Klubblag
KF Tirana
- Kategoria Superiore: 2003/2004, 2004/2005, 2008/2009
- Albanska cupen: 2000/2001, 2001/2002
- Albanska supercupen: 2000, 2002, 2003

FK Qarabağ
- Premjer Liqasy: 2013/2014, 2014/2015, 2015/2016, 2016/2017, 2017/2018
- Azerbajdzjanska cupen: 2014/2015, 2015/2016, 2016/2017